# Valle Vista
Valle Vista ist ein Census-designated place im Riverside County im US-Bundesstaat Kalifornien, Vereinigte Staaten. Das U.S. Census Bureau hat bei der Volkszählung 2020 eine Einwohnerzahl von 16.194 ermittelt. Der Ort liegt im San Jacinto Valley.

## Geografie
Valle Vista liegt im Westen des Riverside Countys in Kalifornien in den USA. Die Gemeinde grenzt im Westen an die Stadt Hemet und den Ort East Hemet; sonst ist sie ausschließlich von gemeindefreiem Gebiet umgeben. Von West nach Ost führt die California State Route 74 quer durch Valle Vista.
Valle Vista erstreckt sich auf eine Fläche von 18,328 km², von der 17,789 km² Land- und 0,540 km² Wasserfläche sind. Die Bevölkerungsdichte beträgt 910 Einwohner pro Quadratkilometer und ist damit durchschnittlich. Das Zentrum von Valle Vista liegt auf einer Höhe von 541 m.

### Klima
Das Wetter ist in Valle Vista das ganze Jahr hindurch weitestgehend freundlich und durch heiße Sommer und milde, feuchte Winter gekennzeichnet. Der wärmste Monat ist durchschnittlich der August, während es im Dezember am kältesten wird. Die höchste in Valle Vista gemessene Temperatur datiert von 2004 und beträgt 46  °C. Im Jahr 1974 konnte mit −13  °C die bislang niedrigste Temperatur gemessen werden.

## Politik
Valle Vista ist Teil des 28. Distrikts im Senat von Kalifornien, der momentan vom Demokraten Ted Lieu vertreten wird, und des 71. Distrikts der California State Assembly, vertreten von dem Republikaner Brian Jones. Des Weiteren gehört Valle Vista Kaliforniens 36. Kongresswahlbezirk an, der einen Cook Partisan Voting Index von R+1 hat und vom Demokraten Raul Ruiz vertreten wird.